# 山猫は眠らない
『山猫は眠らない』（原題：Sniper）は、1993年公開のアメリカのアクション映画。トム・ベレンジャーとビリー・ゼインがパナマで暗殺任務にあたるアメリカ軍の狙撃兵を演ずる。映画は狙撃の任務そのものだけではなく、二人の関係と、彼らが持つ異なった背景から生まれる任務に挑む姿勢の違いや大自然の描写にも焦点を当てている。

## 概要
『山猫は眠らない』シリーズはトム・ベレンジャー演ずるトーマス・ベケット上級特務曹長を主人公としたシリーズ作品であり、第一作は1992年（日本公開は1993年5月）に公開された。

## ストーリー
トーマス・ベケットはアメリカ海兵隊のベテラン狙撃兵。しかし、過去の任務遂行中に相棒である観測手を何人も失ってきた。今回ワシントンからの指令を受け、中米パナマのジャングルに潜行し、大統領選での勝利を狙うアルバレス将軍と、彼を資金面で支える麻薬王オチョアを消し去るという極秘任務を与えられる。そして自分とは対照的に経験が浅く、エリート志望のリチャード・ミラーと組むことになる。作戦の現場指揮官としてパナマに来たミラーはSWATの狙撃手で射撃の腕は非常に良いが、軍隊での戦闘経験はないばかりか、実際に人を射殺したこともない。おまけにジャングルという環境にすら慣れていないため、幾度に及ぶ忠告をベケットから受けるはめに。ミラーが山の斜面をすべり下って沢に落ちた際には、彼が狙撃手の命である銃を手放さず水没から守ったことをベケットから褒められる一幕もあった。しかし途上で遭遇した別の標的を狙った際、ミラーは射殺することをためらって故意に狙いを外し、現地案内人の協力を失う結果を招く。互いに衝突を続けるミラーとベケットは、追跡してきた敵の狙撃手を倒しつつも進み、開けた農園の真ん中にある麻薬王のアジトにたどり着く。二人は二手に別れて敷地に忍び込むが、狙撃を実行する直前、偽装が不充分なミラーが敵に見付かる。それに気づかないミラーは予定通りのタイミングでオチョアを射殺するが、彼を助けようとしたベケットも発見されて、アルバレスを同時狙撃することができなかった。逃走を図る二人はなおも互いに失態を犯したとなじるが、ベケットが敵の注意を引き付け、ミラーを逃がす。敵に捕まったベケットは過酷な拷問を受けた結果、右手の人差し指は二度と引き金を引けなくなった。ミラーは単身で再び農園に侵入し、ナイフでアルバレスを殺し、ベケットを救い出す。そして追手が迫る中、二人は迎えのヘリで飛び立っていった。

## 登場人物
トーマス・ベケット
演 - トム・ベレンジャー
アメリカ海兵隊の上級特務曹長。相棒を何人も失ってきたため、他の海兵隊員からは死んだ相棒の認識票を集めることが趣味だと陰口をたたかれている。
手動式狙撃銃のM40A1と、P226自動拳銃を使用。
リチャード・ミラー
演 - ビリー・ゼイン
NSCのSWAT狙撃手。射撃のオリンピック銀メダリストの実績を持つが、実戦での狙撃手としては経験不足で未熟。7年前、ベケットの郷里であるモンタナの大学に通っていたことがある。
ベケットとは対照的な自動式狙撃銃のH&K SR9を使用。
チェスター・ヴァン・ダム
演 - J・T・ウォルシュ
トーマスの友人。
ダグ・パピッチ
演 - エイデン・ヤング
伍長。トーマスの相棒だったが、迎えのヘリコプターが予定外の白昼に飛来したことで、敵に狙撃されて死亡する。
ミゲル・アルバレス将軍
演 - フレデリック・ミラグリオッタ
麻薬王オチュアの後ろ盾を得て、次期パナマ大統領への出馬を目指す。

## キャスト
| 役名                     | 俳優                         | 日本語吹替 | 日本語吹替                    | 日本語吹替 |
| 役名                     | 俳優                         | VHS版      | テレビ東京版 （追加収録部分） |            |
| ------------------------ | ---------------------------- | ---------- | ----------------------------- | ---------- |
| トーマス・ベケット       | トム・ベレンジャー           | 小川真司   | 青野武 （島田敏）             |            |
| リチャード・ミラー       | ビリー・ゼイン               | 大塚芳忠   | 平田広明                      |            |
| チェスター・ヴァン・ダム | J・T・ウォルシュ             | 村松康雄   | 仲野裕                        |            |
| ダグ・パピッチ伍長       | エイデン・ヤング             | 成田剣     | 佐久田修                      |            |
| エル・シハーノ           | ケン・ラドリー               | 小室正幸   | 千田光男                      |            |
| NSC士官                  | ゲイリー・スワンソン         | 秋元羊介   | 柳沢紀男                      |            |
| 海軍中将                 | ハンク・ギャレット           | 小島敏彦   | 円谷文彦                      |            |
| 陸軍大佐                 | レックス・リン               |            |                               |            |
| ミゲル・アルバレス将軍   | フレデリック・ミラグリオッタ | 仲野裕     | 村田則男                      |            |

- VHS版：日本ヘラルド映画から発売されたVHSのみ収録。

その他吹き替え：田中正彦、幹本雄之、伊井篤史、大山高男、安西正弘、湯屋敦子
演出：松川陸、翻訳：熊谷國雄、制作：ザック・プロモーション
- テレビ東京版：初回放送1997年3月13日『木曜洋画劇場』※2011年10月26日発売「山猫は眠らない クアドリロジーDVDセット」に、放送時カットされた部分の追加収録を行い収録。

その他吹き替え：福田信昭、小形満、宝亀克寿、天田益男、辻つとむ、森沢芙美
演出：松川陸、翻訳：日笠千晶、調整：佃安夫、効果：南部満治、担当：柴川謙一、配給：日本ヘラルド映画、制作：テレビ東京、ザック・プロモーション、制作協力：武市プロダクション

## 続編

### 山猫は眠らない2 狙撃手の掟
第2作『山猫は眠らない2 狙撃手の掟』（原題：Sniper 2）
第一作公開から9年を経て第二作『山猫は眠らない2 狙撃手の掟』（原題：Sniper 2）が2002年に公開される。米国ではDVDリリース、日本では劇場公開された。第一作で敵に捕まり拷問を受け重傷を負ったベケットの利き指は回復しておらず、トリガーを右手中指で引いている。既に現役を退いているベケットに、セルビアでの暗殺ミッションが依頼されるというストーリーとなっている。
キャスト
| 役名               | 俳優                   | 日本語吹替 | 日本語吹替   | 日本語吹替 |
| 役名               | 俳優                   | ソフト版   | テレビ東京版 |            |
| ------------------ | ---------------------- | ---------- | ------------ | ---------- |
| トーマス・ベケット | トム・ベレンジャー     | 安原義人   | 谷口節       |            |
| ジェイク・コール   | ボキーム・ウッドバイン | 乃村健次   | 江川央生     |            |
| ソフィア           | エリカ・マロジャーン   | 加藤優子   | 大坂史子     |            |
| パヴェル           | タマス・プスカ         | 田原アルノ | 井上倫宏     |            |
| エクレス           | ダン・バトラー         | 西村知道   | 野島昭生     |            |
| マッケナ大佐       | リンデン・アシュビー   |            | 木下浩之     |            |

- ソフト版

その他吹き替え：高瀬右光、宗矢樹頼、前島貴志、水野龍司、辻親八、志村知幸、花輪英司、すずき紀子、御園行洋、木下尚紀
演出：春日一伸、翻訳：久布白仁司、調整：並木晃、制作：ムービーテレビジョン
- テレビ東京版：初回放送2007年6月21日『木曜洋画劇場』

その他吹き替え：安元洋貴、徳本恭敏、金尾哲夫、秋元羊介、廣田行生、奥田啓人、田坂秀樹、新明茉璃、三浦潤也、木下尚紀
演出：清水勝則、翻訳：日笠千晶、調整：大浦伸浩、効果：南部満治、制作：ザック・プロモーション
- 初代ルノー・マスター

スライドドアが一般と異なり一旦外側に引き出ない方式。

### 山猫は眠らない3 決別の照準
第3作『山猫は眠らない3 決別の照準』（原題：Sniper 3）
翌々年2004年には『山猫は眠らない3 決別の照準』（原題：Sniper 3）が製作され、米国ではDVDリリース、日本では劇場公開された。第二作では退役していたベケットは軍籍に復帰しトレーナーとなっていたが、ベトナムでの麻薬王暗殺ミッションに参加、ターゲットがかつての恩人であったこともあり、狙撃に失敗する。

#### 登場人物
トーマス・ベケット
演 - トム・ベレンジャー
前作の功績で海兵隊に復帰した。とはいえ上官と反りが合わず、酒浸りで荒れている。
クアン
演 - バイロン・マン
ベトナム国家警察の刑事。今作のベケットの相棒。警察には内密でNSAの連絡員を兼任している。ベトナム戦争当時、ベトナム女性とアメリカ兵との間に私生児として生まれたが、このことを周囲には伏せている。戦争を知らない世代だが、ショットガンを持った相手にも果敢に立ち向かう怖いもの知らず。
ポール・フィネガン
演 - ジョン・ドーマン
ベトナム戦争で戦死し、地下道戦での活躍（トンネル・ラット）で知られた英雄。ベケットの親友でもあり恩人でもある。息子にニールがいる。実は密かに生き延びており、イスラムの過激派と手を組み麻薬や兵器の密輸に関わっている。
ウィリアム・エイベリー
演 - デニス・アーント
国家安全保障局（NSA）の副局長。
シドニー
演 - ジャネッタ・アーネット
ポールの妻。医師。ベケットの古傷を心配していた。
キャスト
| 役名                   | 俳優                   | 日本語吹替 | 日本語吹替   | 日本語吹替 |
| 役名                   | 俳優                   | ソフト版   | テレビ東京版 |            |
| ---------------------- | ---------------------- | ---------- | ------------ | ---------- |
| トーマス・ベケット     | トム・ベレンジャー     | 安原義人   | 谷口節       |            |
| クアン                 | バイロン・マン         | 檀臣幸     | 桐本琢也     |            |
| ポール・フィネガン     | ジョン・ドーマン       | 菅生隆之   | 石田太郎     |            |
| ウィリアム・エイベリー | デニス・アーント       | 小島敏彦   | 稲垣隆史     |            |
| ララビー               | トロイ・ウィンブッシュ |            |              |            |
| シドニー               | ジャネッタ・アーネット | 野沢由香里 | 一城みゆ希   |            |

- ソフト版

その他吹き替え：斉藤次郎、鈴木正和、川島得愛、岡田佐知恵、天田益男、堀越省之助、仲野裕、宇乃音亜季、白熊寛嗣、御園行洋、渡邊正幸、片貝薫
演出：春日一伸、翻訳：久布白仁司、調整：伊藤恭介、制作：ソニーPCL
- テレビ東京版：初回放送2008年9月11日『木曜洋画劇場』

その他吹き替え：乃村健次、伊藤和晃、川中子雅人、秋間登、奥田啓人、武内健、松岡大介、利根健太朗、荒井静香、田代有紀、矢島和葉
演出：清水勝則、翻訳：久保喜昭、調整：田中和成、効果：南部満治、制作：ザック・プロモーション

### 山猫は眠らない4 復活の銃弾
第4作『山猫は眠らない4 復活の銃弾』（原題：Sniper: Reloaded）
2011年製作の第四作『山猫は眠らない4 復活の銃弾』（原題：Sniper: Reloaded）ではトーマス・ベケットの息子のブランドン・ベケットが主人公になっている。父トーマスの出番はないが、1作目のサブ主人公リチャード・ミラーが射撃教官として登場し、ブランドンにアドバイスや戦闘の支援をする。

#### 登場人物
ブランドン・ベケット
演 - チャド・マイケル・コリンズ
三等軍曹。前作までの主人公のトーマス・ベケットの息子。戦ううちに父譲りの才能を発揮する。
リチャード・ミラー
演 - ビリー・ゼイン
射撃教官。トーマスのかつての相棒。
ラルフ・イェーガー
演 - リヒャルト・サメル
大佐。ブランドンの上司。
チャンドラー
演 - パトリック・リスター
地元のハンター。ブランドンを助けた。
エレン・アブラモウィッツ
演 - アナベル・ライト
中尉。
キャスト
| 役名                     | 俳優                       | 日本語吹替 |
| ------------------------ | -------------------------- | ---------- |
| ブランドン・ベケット     | チャド・マイケル・コリンズ | 中川慶一   |
| リチャード・ミラー       | ビリー・ゼイン             | 黒澤剛史   |
| ラルフ・イェーガー大佐   | リヒャルト・サメル         | 加藤亮夫   |
| チャンドラー             | パトリック・リスター       | 林一夫     |
| エレン・アブラモウィッツ | アナベル・ライト           | 石田嘉代   |
| ダスティン・ネルソン     | コンラッド・ケンプ         |            |

- その他日本語吹き替え

嶋村侑、藤吉浩二、茶花健太、かぬか光明、遠藤純平、松本忍、菊本平、青木強
演出：簑浦良平、翻訳：加藤真由美、調整：オムニバス・ジャパン、制作：東北新社

### 山猫は眠らない5 反逆の銃痕
第5作『山猫は眠らない5 反逆の銃痕』（原題：Sniper: Legacy）
2014年製作。

#### 登場人物
トーマス・ベケット
演 - トム・ベレンジャー
元一等曹長。事件に巻き込まれて災難にあう。
ブランドン・ベケット
演 - チャド・マイケル・コリンズ
一等軍曹。
大佐
演 - デニス・ヘイスバート
海兵隊の大佐。名前は不明。ギリシャのサントリーニ島に別荘を持つ。
サナー・マリク
演 - メルセデス・メイソン
伍長。女性観測手。
ステファン
演 - ネスター・セラーノ
シンプソンに射殺される。「センチネル作戦」でシンプソンの上官だった。
シンプソン
演 - ダグ・アレン
アフガニスタンの帰還兵。「センチネル作戦」の体験により心身を病んでいる。
リース
演 - アレックス・ロウ
ブランドンと共に狙撃任務を行った。
ビッドウェル
演 - ドミニク・マフハム
少佐。ブランドンの上司。
キャスト
| 役名                         | 俳優                       | 日本語吹替 |
| ---------------------------- | -------------------------- | ---------- |
| トーマス・ベケット元一等曹長 | トム・ベレンジャー         | 安原義人   |
| ブランドン・ベケット一等軍曹 | チャド・マイケル・コリンズ | 中川慶一   |
| 大佐                         | デニス・ヘイスバート       | 福田信昭   |
| サナー・マリク伍長           | メルセデス・メイソン       | 甲斐田裕子 |
| ステファン                   | ネスター・セラーノ         |            |
| シンプソン                   | ダグ・アレン               |            |
| リース                       | アレックス・ロウ           |            |
| ビッドウェル少佐             | ドミニク・マフハム         |            |

演出：簑浦良平、翻訳：風間綾平、調整：西澤規夫、制作：グロービジョン

### 山猫は眠らない6 裏切りの銃撃
第6作『山猫は眠らない6 裏切りの銃撃』（原題：Sniper: Ghost Shooter）
2016年製作。

#### 登場人物
ブランドン・ベケット
演 - チャド・マイケル・コリンズ
海兵隊の狙撃兵。伝説のスナイパーを父に持つ。それゆえ、アウングストからジュニアと呼ばれている。
リチャード・ミラー
演 - ビリー・ゼイン
少佐。ブラントンの父の友人でもある。
大佐
演 - デニス・ヘイスバート
偵察のドローンを飛ばし、武装勢力の中にガザコフがいないか調査した。
ロビン・スレイター
演 - ステファニー・ヴォクト
軍民融合センターの指揮官。ジョージアの石油基地を担当する。
ビッドウェル
演 - ドミニク・マフハム
少佐。
ミゲル・セルバンテス
演 - ニック・ゴメス
海兵隊員。
ジョー・バーンズ
演 - イーノック・フロスト
三等軍曹。
メインズ
演 - マイク・ストラウブ
海兵隊員。
ロハス
演 - ジェイド・オググア
海兵隊員。
ジーナ・アウングスト
演 - プレシリアナ・エスパロリーニ
海兵隊員。無神経なことをしてしまうこともある。
ガザコフ
演 - ベリスラフ・パブロフ
アフガン兵士。石油基地で狙撃事件や爆破事件をくりかえすテロリスト集団のリーダー。
キリアン・グリューン
演 - ナイジェル・バーバー
オーストリアの石油王。
キャスト
| 役名                     | 俳優                         | 日本語吹替 |
| ------------------------ | ---------------------------- | ---------- |
| ブランドン・ベケット     | チャド・マイケル・コリンズ   | 中川慶一   |
| リチャード・ミラー       | ビリー・ゼイン               | 黒澤剛史   |
| 大佐                     | デニス・ヘイスバート         | 福田信昭   |
| ロビン・スレイター       | ステファニー・ヴォクト       | ちふゆ     |
| ビッドウェル少佐         | ドミニク・マフハム           | さかき孝輔 |
| ミゲル・セルバンテス     | ニック・ゴメス               | 北田理道   |
| ジョー・バーンズ三等軍曹 | イーノック・フロスト         |            |
| メインズ                 | マイク・ストラウブ           |            |
| ロハス                   | ジェイド・オググア           |            |
| ジーナ・アウングスト     | プレシリアナ・エスパロリーニ |            |
| ガザコフ                 | ベリスラフ・パブロフ         |            |
| キリアン・グリューン     | ナイジェル・バーバー         |            |

その他日本語吹替：川端麻衣、宮本淳、種市桃子、北島善紀、堀越富三郎、山本満太、宮本誉之
演出：簑浦良平、翻訳：風間綾平、調整：吉岡拓真、制作：グロービジョン

### 山猫は眠らない7 狙撃手の血統
第7作『山猫は眠らない7 狙撃手の血統』（原題：Sniper: Ultimate Kill）
2017年製作。

#### 登場人物
ブランドン・ベケット
演 - チャド・マイケル・コリンズ
海兵隊の狙撃兵。階級は曹長。
トーマス・ベケット
演 - トム・ベレンジャー
ブランドンの父。階級は上級曹長。
リチャード・ミラー
演 - ビリー・ゼイン
トーマスの盟友。若いころは尊大だったが現在は厳格。
ケイト・エストラーダ
演 - ダナイ・ガルシア
コロンビアのDEA捜査官。モラレスの逮捕に執念を燃やす。
ジョン・サムソン
演 - ジョー・ランドー
DHSの特別捜査官。
ディアブロ / エンリケ・キンテーロ
演 - アンドレス・フェリペ・カレーロ
狙撃手。
モラレス
演 - フアン・セバスティアン・カレーロ
麻薬カルテルの親玉。
キャスト
| 役名                              | 俳優                             | 日本語吹替 |
| --------------------------------- | -------------------------------- | ---------- |
| ブランドン・ベケット              | チャド・マイケル・コリンズ       | 中川慶一   |
| トーマス・ベケット                | トム・ベレンジャー               | 安原義人   |
| リチャード・ミラー                | ビリー・ゼイン                   | 黒澤剛史   |
| ケイト・エストラーダ              | ダナイ・ガルシア                 | 土井真理   |
| ジョン・サムソン                  | ジョー・ランドー                 | 峰晃弘     |
| ディアブロ / エンリケ・キンテーロ | アンドレス・フェリペ・カレーロ   | 井川秀栄   |
| モラレス                          | フアン・セバスティアン・カレーロ |            |

演出：百瀬浩二、翻訳：風間綾平、調整：吉岡拓真、制作：グロービジョン

### 山猫は眠らない8 暗殺者の終幕
第8作『山猫は眠らない8 暗殺者の終幕』（原題：Sniper: Assassin's End）
2020年製作。

#### 登場人物
ブランドン・ベケット
演 - チャド・マイケル・コリンズ
狙撃兵。
ユキ・ミフネ / レディ・デス
演 - 秋元才加
殺し屋。
ジーク・“ゼロ”・ローゼンバーグ
演 - ライアン・ロビンズ
国家安全保障省の捜査官。
ジョン・フランクリン
演 - ロックリン・マンロー
捜査官。
ジュリエット・クローヴァー
演 - エミリー・テナント
捜査官。
ドレイク・フェニックス
演 - マイケル・ヨンソン
ファイカス社の警備主任。
ドナルド・サウス
演 - ヴィンセント・ゲイル
ノヴァシル製薬会社のCEO。
トーマス・ベケット
演 - トム・ベレンジャー
ブランドンの父親。
キャスト
| 役名                             | 俳優                       | 日本語吹替 |
| -------------------------------- | -------------------------- | ---------- |
| ブランドン・ベケット             | チャド・マイケル・コリンズ | 中川慶一   |
| ユキ・ミフネ / レディ・デス      | 秋元才加                   | 秋元才加   |
| ジーク・“ゼロ”・ローゼンバーグ   | ライアン・ロビンズ         | さかき孝輔 |
| ジョン・フランクリン捜査官       | ロックリン・マンロー       | 長野伸二   |
| ジュリエット・クローヴァー捜査官 | エミリー・テナント         | 山咲しづ香 |
| ドレイク・フェニックス           | マイケル・ヨンソン         |            |
| ドナルド・サウス                 | ヴィンセント・ゲイル       |            |
| トーマス・ベケット               | トム・ベレンジャー         | 安原義人   |

### 山猫は眠らない9 ローグ・ミッション
第9作『山猫は眠らない9 ローグ・ミッション』（原題：Sniper: Rogue Mission）
2022年製作。
キャスト
| 役名                           | 俳優                       | 日本語吹替 |
| ------------------------------ | -------------------------- | ---------- |
| ブランドン・ベケット           | チャド・マイケル・コリンズ | 中川慶一   |
| ユキ・ミフネ / レディ・デス    | 秋元才加                   | 秋元才加   |
| ジーク・“ゼロ”・ローゼンバーグ | ライアン・ロビンズ         | さかき孝輔 |
| ギルディ                       | ブライアン・セクストン3世  | 田島章寛   |
| ピート                         | ジョシュ・ブレナー         | 美斉津恵友 |
| ガブリエル・ストーン大佐       | デニス・ヘイスバート       | 玉野井直樹 |

### 山猫は眠らない10 レディ・デスの奪還
第10作『山猫は眠らない10 レディ・デスの奪還』（原題：Sniper: G.R.I.T. – Global Response & Intelligence Team）
2023年製作。
キャスト
| 役名                           | 俳優                       | 日本語吹替 |
| ------------------------------ | -------------------------- | ---------- |
| ブランドン・ベケット           | チャド・マイケル・コリンズ | 中川慶一   |
| ジーク・“ゼロ”・ローゼンバーグ | ライアン・ロビンズ         | さかき孝輔 |
| ユキ・ミフネ / レディ・デス    | 藤本ルナ                   | 笹本菜津枝 |
| ガブリエル・ストーン大佐       | デニス・ヘイスバート       | 玉野井直樹 |

## トーマス・ベケットのモデル
トーマス・ベケットのモデルは“ベトナム戦争の英雄”カルロス・ハスコックだったと、『山猫は眠らない~決別の照準~』DVD収録のメイキングにてベケット役のトム・ベレンジャー自身が語っている。